# Sovjetsko-poljski rat
Poljsko-sovjetski rat, Sovjetsko-poljski rat ili Poljsko-boljševički rat je bio oružani sukob koji se od proljeća 1919. do jeseni 1920. vodio između obnovljene poljske države (tzv. Druga republika) na jednoj, te boljševičkih država na čelu sa Sovjetskom Rusijom na drugoj strani.
Uzrok je bila borba za kontrolu zapadnih dijelova nekadašnjeg Ruskog Carstva, koje se raspalo nakon revolucije 1917. godine, odnosno krajnjih sjeveroistočnih dijelova Austro-Ugarske koja se raspala nakon poraza u Prvom svjetskom ratu. Poljsko-sovjetski rat se često, pogotovo u Rusiji, smatra dijelom šire cjeline Ruskog građanskog rata, odnosno nastojanja različitih država i frakcija da se uništi novostvoreni boljševički režim u Rusiji. Iako je sukob između Poljaka i boljševika u manjoj mjeri neprekidno tinjao od kraja 1918. godine, a poljske snage do jeseni 1919. prodrle duboko u današnju Bjelorusiju i Latviju, do njegove eskalacije je došlo tek u proljeće 1920. kada su Poljaci pokrenuli veliku ofanzivu s ciljem stvaranja pro-poljske ukrajinske države koja bi se priključila federaciji tzv. Međumorja.
Nakon početnih uspjeha u kojima je nakratko zauzet Kijev, poljske snage su odbačene u velikoj kontraofenzivi Crvene armije koja je nastavila prodirati na zapad, uspjela prijeći Vislu i ugroziti Varšavu, a samim time i samo postojanje Poljske. Boljševičke planove za stvaranje sovjetske Poljske je, međutim, zaustavila pobjeda Poljaka u Varšavskoj bitci, također poznatoj kao "čudo na Visli"; Crvena armija se u neredu povukla na istok i nakon poraza u Bitci na Njemenu su sovjetske vlasti u listopadu 1920. ponudile primirje koje je prihvaćeno. Rat je formalno okončan mirom u Rigi, kojim su poljske granice pomaknute daleko na istok, te su sadržavale velike dijelove današnje Bjelorusije i Ukrajine. Poljsko-sovjetski rat je Poljsku učinio regionalnom silom u međuratnom razdoblju, a njegovi su rezultati značajno doprinijeli izbijanju Drugog svjetskog rata.

## Povezano
- Curzonova linija
- Međumorje

## Vanjske poveznice
- Electronic Museum of the Polish-Soviet War  Arhivirana inačica izvorne stranice od 3. prosinca 2003. (Wayback Machine)
- The Bolsheviks and the "Export of Revolution": The Russo-Polish War
- Bibliography of the Polish-Soviet War  Arhivirana inačica izvorne stranice od 21. svibnja 2006. (Wayback Machine) by Anna M. Cienciala, University of Kansas
- Russo-Polish War 1919–20 at Onwar.com  Arhivirana inačica izvorne stranice od 14. listopada 2012. (Wayback Machine)
- Maps of the Polish-Bolshevik War: Campaign Maps (Battle of Warsaw) by Robert Tarwacki
- A Knock on the Door – chapter three of Wesley Adamczyk's memoirs of the Polish-Soviet war, When God Looked.
- Sławomir Majman, War and Propaganda, Warsaw Voice, 23 August 1998
- The Russo-Polish War, 1919–1920: A Bibliography of Materials in English by John A. Drobnicki. Originally Published in the Polish Review, XLII, no. 1 (Mar. 1997), 95–104